# Muhammad Mustafa Abu al-Ila
Muhammad Mustafa Muhammad Abu al-Ila, Mohamed Moustafa Mohamed Abou Elela (arab. ‏محمد مصطفى محمد أبو العلا‎; ur. 25 czerwca 1980) – egipski zapaśnik walczący w stylu klasycznym. Olimpijczyk z Sydney 2000, gdzie zajął dziesiąte miejsce w kategorii 54 kg.
Dwukrotny uczestnik mistrzostw świata, dwunasty w 2002. Wicemistrz igrzysk śródziemnomorskich w 2001 i 2005. Złoty medalista igrzysk afrykańskich w 1999 i 2003. Zdobył siedem złotych medali na mistrzostwach Afryki, kolejno w 2000, 2002, 2003, 2004, 2005, 2006 i 2007. Mistrz igrzysk panarabskich w 2004 i trzeci w 1999. Triumfator mistrzostw Arabskich w 2001 i 2002 a trzeci w 2007. Trzeci w Pucharze Świata w 2001 i piąty 2002. Brązowy medalista wojskowych MŚ w 2006 roku.
- Turniej w Sydney 2000

Pokonał Amerykanina Stevena Maysa i przegrał z Kirgizem Uranem Kaliłowem i Ukraińcem Andrijem Kałasznikowem.